# Александрово (Бояриновская волость)
Александрово — деревня в Себежском районе Псковской области России. Входит в состав городского поселения Идрица.

## География
Расположена на юго-западе региона, в северной части района, в лесной заболоченной местности на западном берегу озера Пустое Могильно (иное название водоёма — Александрово), в 43 км (напрямую, или в 57 км по дороге) к юго-востоку от города Себеж и в 14 км к востоку от бывшего волостного центра Бояриново.

## История
В 1802—1924 годах земли поселения Ф. Александрова входили в Себежский уезд Витебской губернии.
В 1941—1944 гг. местность находилась под фашистской оккупацией войсками Гитлеровской Германии.
С января 1995 до декабря 2005 года деревня являлась административным центром Чайкинской волости. С января 2006 до апреля 2015 года — в составе Бояриновской волости. Законом Псковской области от 30 марта 2015 года Бояриновская волость была упразднена и деревня с 11 апреля 2015 года была включена в состав городского поселения Идрица.

## Население
| 2001 | 2002 | 2010 |
| ---- | ---- | ---- |
| 269  | ↘230 | ↘155 |

Согласно результатам переписи 2002 года, в национальной структуре населения деревни Александрово Чайкинской волости русские составляли 97 % от общей численности в 230 чел..

## Инфраструктура
Любительское рыболовство (в озере водится щука, лещ, плотва, окунь, густера, ерш, красноперка, карась, линь, вьюн).

## Транспорт
Деревня доступна по автодороге регионального значения 58 ОП РЗ 58К-549 «Идрица — Чайки».